# OPCELL
OPCELL（オプセル）は、KEN 蘭宮、本田恭之、井上剛による日本の音楽ユニット。

## メンバー
KEN 蘭宮
ボーカル、ギター担当。
本名：山本寛太郎。
本田恭之
キーボード、コンピュータ・プログラミング担当。
元GRASS VALLEY、現face to aceのメンバー。
井上剛
エンジニア、サウンドデザイン担当。
アルバム発売当時、NY在住のレコーディング・エンジニア。

### アルバム参加メンバー
今剛
ギター（『雨のJuly 7th』）。
西田信哉
ギター（『哀しみはオネスティー』、『Margaret Line』、『Saving』）。
本田と同じく元GRASS VALLEYのメンバー。

## 概要
1995年1月21日にデビュー・アルバム『OPCELL』をビクターエンタテインメントよりリリース。ノスタルジックかつ爽やかなポップサウンドが特徴。

## 作品
アルバム
「OPCELL」（1995年1月21日・VICL-634）
1. 光からのトラベル
2. 雨のJuly 7th
3. ここに存る未来へ
4. 哀しみはオネスティー
5. Margaret Line
6. 週末のホライズン
7. Saving -Minor to Major
8. If…もどれない夏 -Summer Time Dandy
9. SOS もうひとつの空へ -Can't Save Earth without YOU･F･O
10. Flower song

※作詞・作曲は全てKEN蘭宮（M-8作詞：橋本淳）